# SN 2000do
SN 2000do – supernowa typu Ia odkryta 30 września 2000 roku w galaktyce NGC 6754. W momencie odkrycia miała maksymalną jasność 15,60m.